# Шугуров, Виктор Константинович
Виктор Константинович Шугуров (1928—2017) — советский и литовский учёный-физик и педагог, доктор физико-математических наук, профессор, заслуженный деятель науки Литовской ССР.
Родился в Сызрани 15 января 1928 года.
Окончил физико-математический факультет Вильнюсского университета (1950) и аспирантуру при кафедре теоретической физики (1953, с защитой диссертации на тему «Теоретическое определение расщепления термов некоторых атомов»). Работал там же: старший преподаватель, доцент.
В 1966 г. защитил докторскую диссертацию на тему «К квантово-механическому расчету атома», после чего изменил тематику научных исследований — вместо атомной спектроскопии стал заниматься радиофизикой. Профессор (1968). Читал курсы теоретической механики и методов математической физики; ряд спецкурсов по квантовой электродинамике и современным методам классической электродинамики и др.
Автор и соавтор более 100 научных статей, учебника «Электродинамика» и пяти монографий. Член редколлегии журнала «Литовский физический сборник», член Международного комитета гиромагнитной электроники и электродинамики.
Заслуженный деятель науки Литовской ССР (1978).
Публикации:
- Анализ микрополосковых линий / Л. Книшевская, В. Шугуров; Под ред. К. Ряпшаса. — Вильнюс : Мокслас, 1985. — 166 с. : ил.; 22 см; ISBN В пер.
- Singular Integral Equations' Methods for the Analysis of Microwave Structures, Liudmila Nickelson, Victor Shugurov. de Gruyter, 31 авг. 2004 г. — Всего страниц: 348

Умер 30 июля 2017 года.